# Jaroslava Pechová
Jaroslava Pechová (* 25. června 1950 Petrovice) je česká spisovatelka, básnířka a publicistka. Autorka  dvanácti sbírek lyrické poezie, např. Olomouc magická a Praha láskyplná. Již po sedmé vychází vzpomínka na spisovatele Otu Pavla Zpáteční lístek do posledního ráje Oty Pavla. Též píše pohádky pro děti a hrníčkové kuchařky. Žila postupně v Rakovníku, Olomouci a poté se přestěhovala do Prahy. 
Spolupracovala s Českým rozhlasem , s Československou televizí a Union Internationale de Marionnette. Získala novinářské ceny za publicistickou činnost a ocenění za původní rozhlasovou dramatickou tvorbu. Řada rozhlasových pohádek Jaroslavy Pechové je součástí Zlatého fondu Českého rozhlasu. Získala cenu v soutěži Nejkrásnější kniha roku 1996, čestné uznání v soutěži Miloslava Švandrlíka o nejlépe napsanou humoristickou knihu v roce 2014 a na Knižním veletrhu v Lysé nad Labem byla třikrát oceněna za literaturu pro děti. 

## Poezie
- Láskám všem. 1.,2. vyd. Praha: Laguna,  91 s. Korálky.
- Modré z nebe. 1. vyd. Praha: Laguna, 2001. 95 s. Korálky. ISBN 80-86274-34-9.
- Na konci nekonečna. 1. vyd. Praha: Laguna, 2003. 91 s. Korálky. ISBN 80-86274-48-9.
- Olomouc magická. 1. vydání. Praha: Laguna, 2016. 125 stran. ISBN 978-80-86274-93-5.
- Ostrov naděje. 1. vyd. Praha: Laguna, 2008. 94 s. Korálky. ISBN 978-80-86274-79-9.
- Praha láskyplná. 2. upravené vydání. Praha: Laguna, 2016. 126 stran. ISBN 978-80-86274-94-2.
- Rajská zahrada. 1. vyd. Praha: Laguna, 2002. 91 s. Korálky. ISBN 80-86274-41-1.

## Próza: Povídky, humoristická literatura, pohádky, kuchařky
- Nezbedné toulky. 1. vyd. Praha: Laguna, 2014. 101 s. ISBN 978-80-86274-99-7.
- Otisky úsměvů. Praha: Ritareklama s.r.o., 2019. 103 stran. Knihy Fenix. ISBN 978-80-907675-7-7.
- Olomoucké šprýmování = Schmunzelgeschichten aus Olmütz. 1. vyd. Praha: Laguna, 2014. 49, 55 s. ISBN 978-80-86274-98-0.
- --úsměv prosím--. 1. vyd. Praha: Laguna, 2013. 142 s. ISBN 978-80-86274-87-4.
- Zpáteční lístek do posledního ráje Oty Pavla. 1.-7. vyd. Praha: Laguna. 141 s., obr. příl.

Kniha Olomoucké šprýmování byla přeložena do němčiny, kniha Pohádky z mechového lesa a hrníčková kuchařka Vaříme a pečeme bez vážení do slovenštiny, Olomouc magická a povídka Romance v Koruně do angličtiny, povídka Neposlušný Baskervill do srbštiny. Olomoucké šprýmování a Zpáteční lístek do posledního ráje Oty Pavla natočil do pořadu Počteníčko Český rozhlas Olomouc. V nahrávacím studiu Chevaliere, s.r.o., byly natočeny audioknihy Pohádky z louky, Čáry máry Bublifuk a Zpáteční lístek do posledního ráje Oty Pavla. Na zvukových nosičích vyšlo ve vydavatelství Rotag několik pohádkových seriálů. Mlynářská pohádka a Spravedlivé koření se dostaly do edice 1 000 nejkrásnějších pohádek, kterou vydal Radioservis, a.s. ve spolupráci se Zemí pohádek, 